# Gösta Ekman der Jüngere

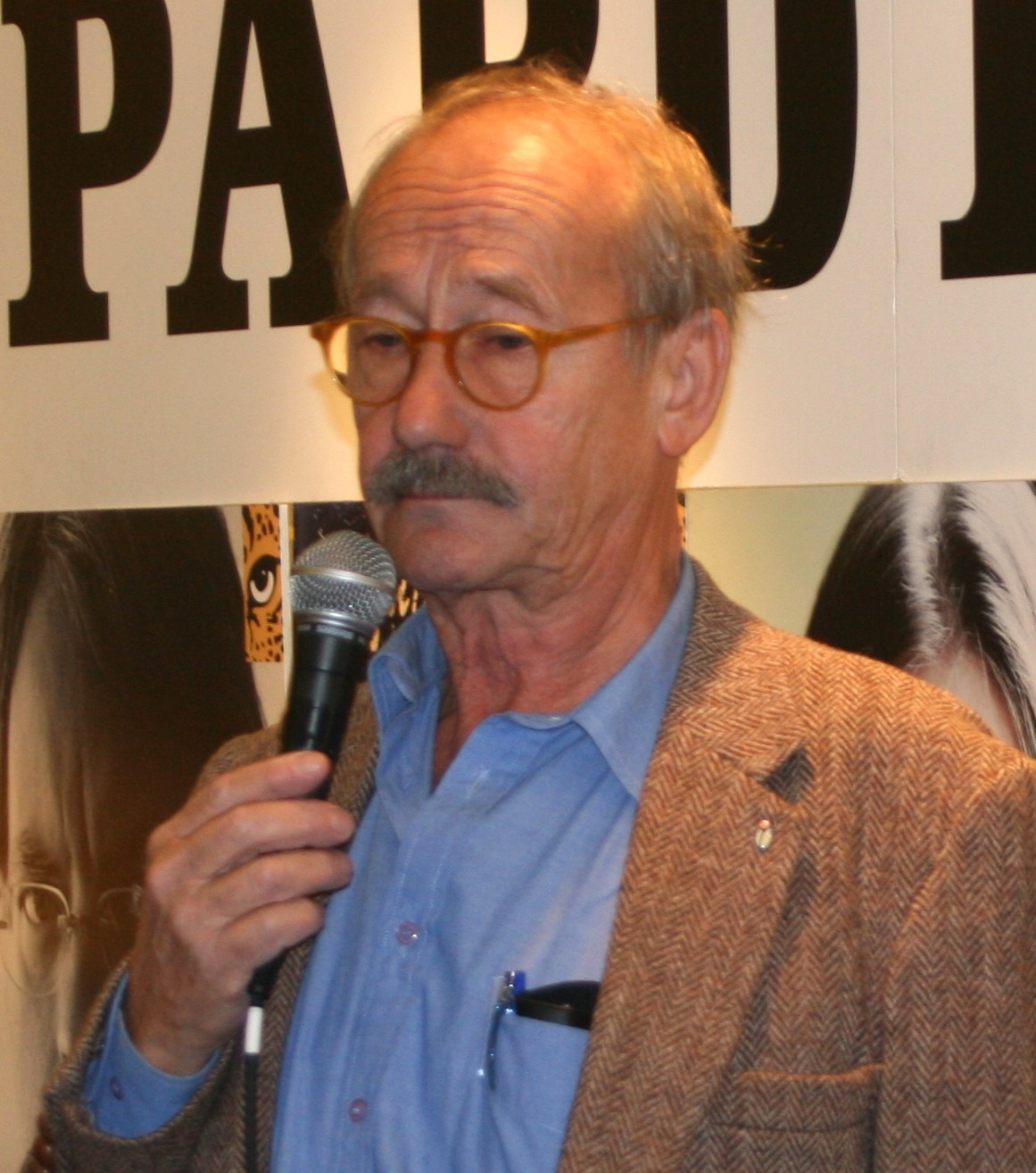
Gösta Ekman bei der Göteborger Buchmesse 2010

Hans Gösta Gustav Ekman (der Jüngere) (Aussprache [ˌ ʝœsːta ˈeːkman], * 28. Juli 1939 in Stockholm; † 1. April 2017 ebenda) war ein schwedischer Schauspieler, Drehbuchautor und Regisseur. Er war der Enkel des Schauspielers Gösta Ekman (der Ältere) und Sohn des Schauspielers Hasse Ekman. Er war verheiratet mit Marie-Louise Ekman, die seit 2009 Intendantin für das Königliche Dramatische Theater in Stockholm ist.

## Leben
Gösta Ekman begann Mitte der 1950er Jahre seine Karriere als Regieassistent für seinen Vater Hasse Ekman und war auch bei Ingmar Bergman als Regieassistent beschäftigt, unter anderem für den Film Wilde Erdbeeren. Ekman wollte jedoch Schauspieler werden und trat ab 1963 in verschiedenen Revuen mit Hans Alfredson und Tage Danielsson auf, daraus sollte sich eine langjährige Zusammenarbeit entwickeln.
Sein Talent für das Komische und seine „Stolperkünste“ machten ihn bald beim schwedischen Publikum sehr beliebt. Für viele Schweden ist Gösta Ekman hauptsächlich bekannt als Charles-Ingvar „Sickan“ Jönsson, der pläneschmiedende Bandenchef der Jönssonligan, in der er in den fünf ersten Filmen mitwirkte, die von 1981 bis 1989 in die Kinos kamen. Gösta Ekman hat aber auch seriöse Rollen gespielt, unter anderem zahlreiche Charakterrollen während seiner Zeit am Stockholms stadsteater in den 1960er und 1970er Jahren. Im Jahr 1973 bekam er den schwedischen Filmpreis Guldbagge für seinen Film Mannen som slutade röka (Der Mann, der das Rauchen aufgab) und 2008 den Ehren-Guldbagge für seine langjährige Arbeit.
Dem deutschen Fernsehpublikum wurde er bekannt durch seine Interpretation des Kommissars Martin Beck, die Hauptfigur in den Kriminalromanen des schwedischen Autorenpaars Maj Sjöwall und Per Wahlöö. 1996 bekam er für die Rolle den Adolf-Grimme-Preis (zusammen mit Maj Sjöwall).
Mit dem Film Asta Nilssons sällskap von 2005 teilte er mit, dass er sich aus Film und Theater zurückziehen werde.
Mit Anspielung auf seine berühmten Schauspielervorfahren meinte Gösta Ekman einmal: „Ich war schon als Spermie prominent“.

## Filmografie (Auswahl)
- 1962: Nils Holgersons wunderbare Reise (Nils Holgerssons underbara resa )
- 1962: Die Nächte der Birgit Malmström (Chans)
- 1965: Wenig Wind und viel Promille (Att angöra en brygga )
- 1971: Apfelkrieg (Äppelkriget)
- 1976: Plädoyer eines Irren (En dåres försvarstal)
- 1976: Von Angesicht zu Angesicht (Ansikte mot ansikte)
- 1978: Die Abenteuer des Herrn Picasso (Picassos äventyr)
- 1979: Liebe einen Sommer lang (En kärleks sommar )
- 1982: Junggesellen für eine Woche (Gräsänklingar)
- 1982: Der Spion (Skulden)
- 1984: Inside Man: Der Mann aus der Kälte (Slagskämpen)
- 1989: Im Zeichen der Schlange (Kronvittnet)
- 1991: Unterirdisches Geheimnis (Underjordens hemlighet)
- 2003: Verschwörung im Berlin-Express (Skenbart – en film om tåg)